# Shemurat Allone Abba
Shemurat Allone Abba (hebreiska: שמורת אלוני אבא) är ett naturreservat i Israel.   Det ligger i distriktet Norra distriktet, i den norra delen av landet.